# Francesco Sabatini
Francesco Sabatini, o Sabbatini (conosciuto anche come Francisco Sabatini; Palermo, 19 marzo 1721 – Madrid, 19 dicembre 1797), è stato un architetto italiano.
Trascorse la maggior parte della sua carriera professionale in Spagna, al servizio della casa reale.

## Biografia

### Famiglia
Francesco Sabatini, figlio di Erasmo e di Olimpia Giuliani, nacque a Palermo, all'epoca capitale del Regno di Sicilia e studiò architettura a Roma dove sposò Maria Cecilia Vanvitelli, figlia del celebre architetto Luigi Vanvitelli autore della Reggia di Caserta, da cui ebbe quattro figli: Luigi (5 agosto 1766-in tenera età), Anna Maria (24 luglio 1771-?, moglie dal 1795 di Jeronimo de la Grua y Talamanca), Maria Teresa (18 novembre 1772-?, moglie dal 1795 di Antonio de Zayas) e Luigi (23 dicembre 1773-?), nati tutti a Madrid e battezzati nella chiesa parrocchiale di San Martino e San Pietro Reale. Pietro e Francesco Vanvitelli, fratelli di Maria Cecilia, furono chiamati in Spagna dal cognato Francesco Sabatini come suoi aiutanti e furono anche i padrini di battesimo di tre dei suoi figli.

### Carriera
I primi contatti con la dinastia dei Borbone risalgono alla sua partecipazione alla costruzione della Reggia di Caserta per il re di Napoli, Carlo VII di Borbone (poi divenuto Carlo III di Spagna).
Quando Carlo di Borbone salì al trono spagnolo, convocò Sabatini a Madrid nel 1760 e lo inserì tra gli architetti spagnoli più importanti del periodo. Inoltre il re lo nominò gran maestro delle Opere reali, con rango di tenente colonnello del corpo degli ingegneri, oltre ad essere designato accademico onorario della Reale accademia delle belle arti di San Fernando.
Lo stile di Sabatini rientra all'interno del Neoclassicismo, ma a differenza di altri autori del movimento, non si ispirò fondamentalmente alle antichità greco-romane, bensì all'architettura rinascimentale.
Il suo talento, unito ai favori da parte di re Carlo III, gli procurò numerosi incarichi e progetti, premiati a più riprese. In seguito fu promosso a tenente generale del corpo degli ingegneri, fu rivestito dell'abito di cavaliere dell'ordine di Santiago ed ottenne accesso diretto al circolo di confidenza del re dopo la sua designazione a gentiluomo della camera reale.

## Opere
Tra le numerose opere compiute da Sabatini si segnalano:
- il Palazzo reale di Madrid (al posto di Giovanni Battista Sacchetti) fino al termine dei lavori (1760-1764);
- il progetto per il sistema fognario di Madrid, poi pavimentato in pietra e ripulito (1761-1765);
- la Real casa de la Aduana nella Calle de Alcalá (1761-1769), sede attuale del Ministero delle finanze;
- le tombe di Ferdinando VI di Spagna e Maria Barbara di Braganza (collocate nel convento de las Salesas Reales), in collaborazione con Francisco Gutiérrez Arribas;
- il convento di San Pascual de Aranjuez (1765-1770);
- il rifacimento della Cuesta de San Vicente (1767-1777);
- il prolungamento dell'ala sudest del Palazzo reale di Madrid (1772);
- il rifacimento del Palazzo Reale di El Pardo (1772);
- la riedificazione del monastero delle Comendadoras de Santiago (1773);
- la progettazione e costruzione della puerta de Alcalá (1774-1778);
- la costruzione della basilica di San Francesco, a Madrid (1774-1784);
- la puerta de San Vicente (1775);
- la Casa de los secretarios de Estado y del despacho, nota anche come Palazzo del marchese di Grimaldi e Palazzo di Godoy (1776);
- l'Ospedale generale di Madrid (avviato da José de Hermosilla, 1776-1781) durante il regno di Ferdinando VI (attualmente sede del Museo nacional centro de arte Reina Sofía).
- la progettazione e la costruzione della pianta iniziale e della Puerta real del Reale giardino botanico di Madrid (1774–1781).
- la costruzione del convento dell'Ordine francescano di San Gil nel Prado de Leganitos (1786-1797), trasformato successivamente in quartier generale da Manuel Martín Rodríguez.
- il cambio di orientamento della scalinata principale del Palazzo reale per volontà di Carlo IV di Spagna.
- la ricostruzione della plaza Mayor dopo l'incendio del 1790, in collaborazione con Juan de Villanueva.

I Giardini di Sabatini, situati di fronte alla facciata nord del Palazzo reale di Madrid, sebbene non siano stati disegnati dall'architetto, presero il suo nome dopo la loro realizzazione negli anni trenta del XX secolo, in quanto si trovano nei luoghi dove erano collocate le stalle costruite da Sabatini per la servitù del palazzo.
Inoltre, al di fuori della corte reale, l'architetto costruì la Fábrica de Armas de Toledo, un quartier generale per la Guardia vallone a Leganés (oggi parte dell'Università Carlo III di Madrid), il convento di Sant'Anna a Valladolid, quello delle Comendadoras de Santiago a Granada, e la cappella dell'Immacolata nella cattedrale di Burgo de Osma, chiamata anche cattedrale di Palafox. Un'altra opera dell'architetto si trova all'interno della Cattedrale di Segovia: trattasi dell'altare maggiore, dedicato alla Vergine della Pace, che fu realizzato in marmi di vari colori e bronzi, di chiaro stile neoclassico. Il suo completamento ha dato origine alla consacrazione della Cattedrale nell'anno 1768.

## Galleria d'immagini

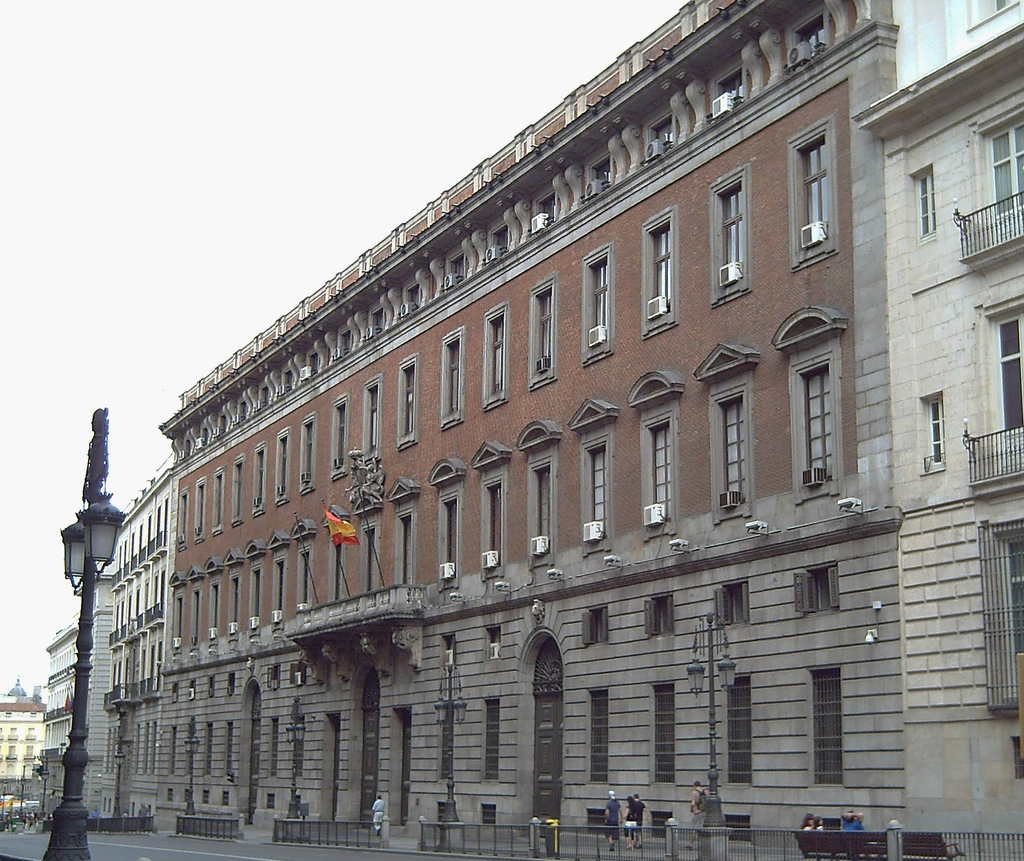
Real casa de la Aduana (Madrid, 1769)
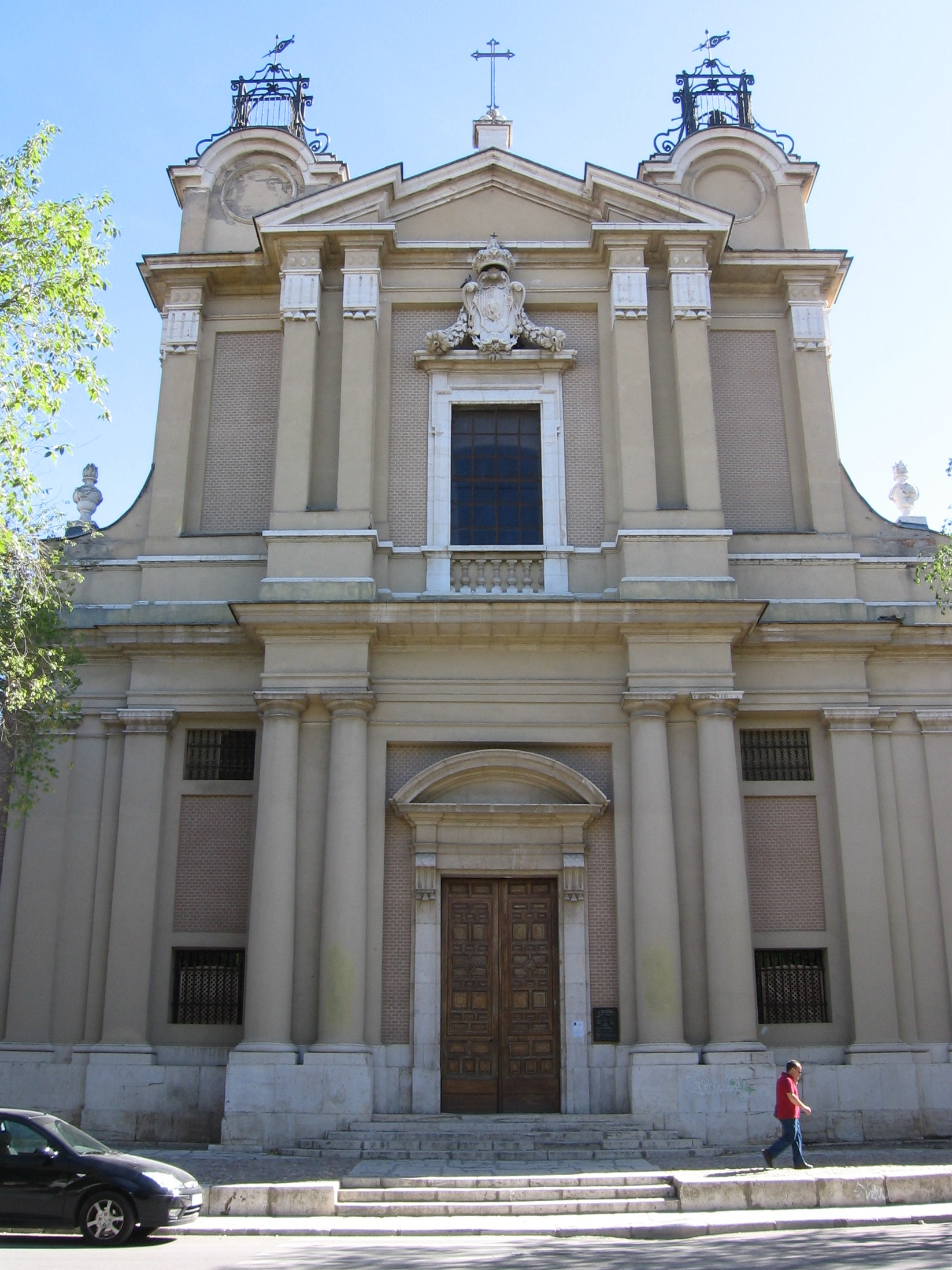
Convento di San Pasquale (Aranjuez, 1770)
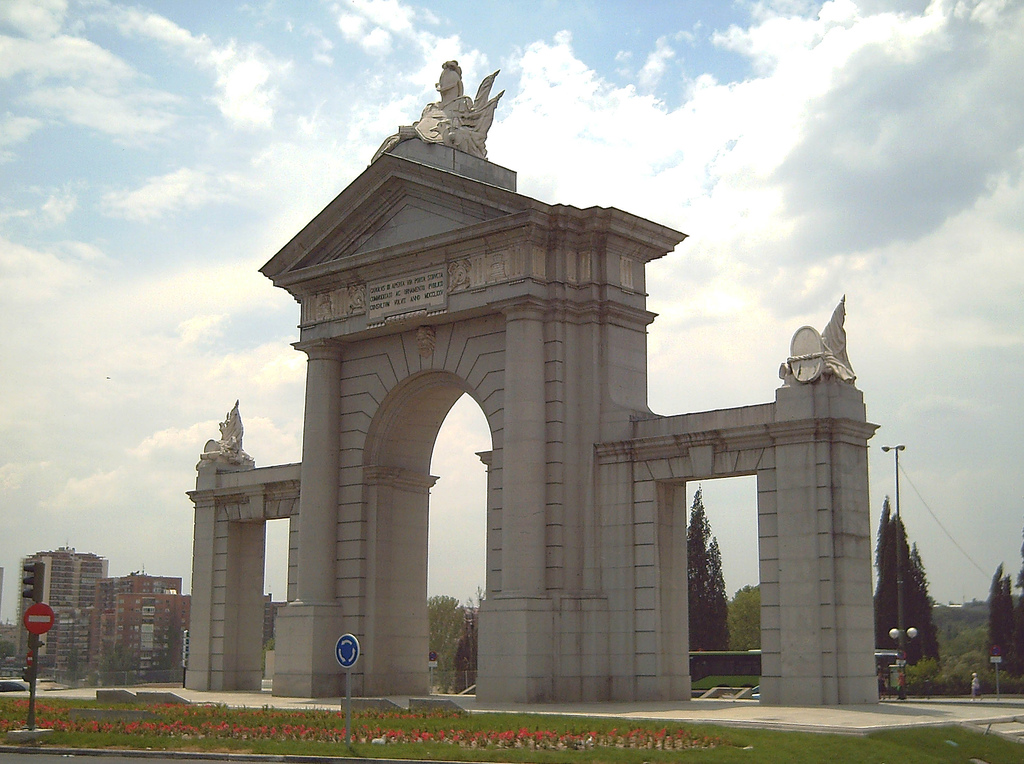
Puerta de San Vicente (Madrid, 1775)
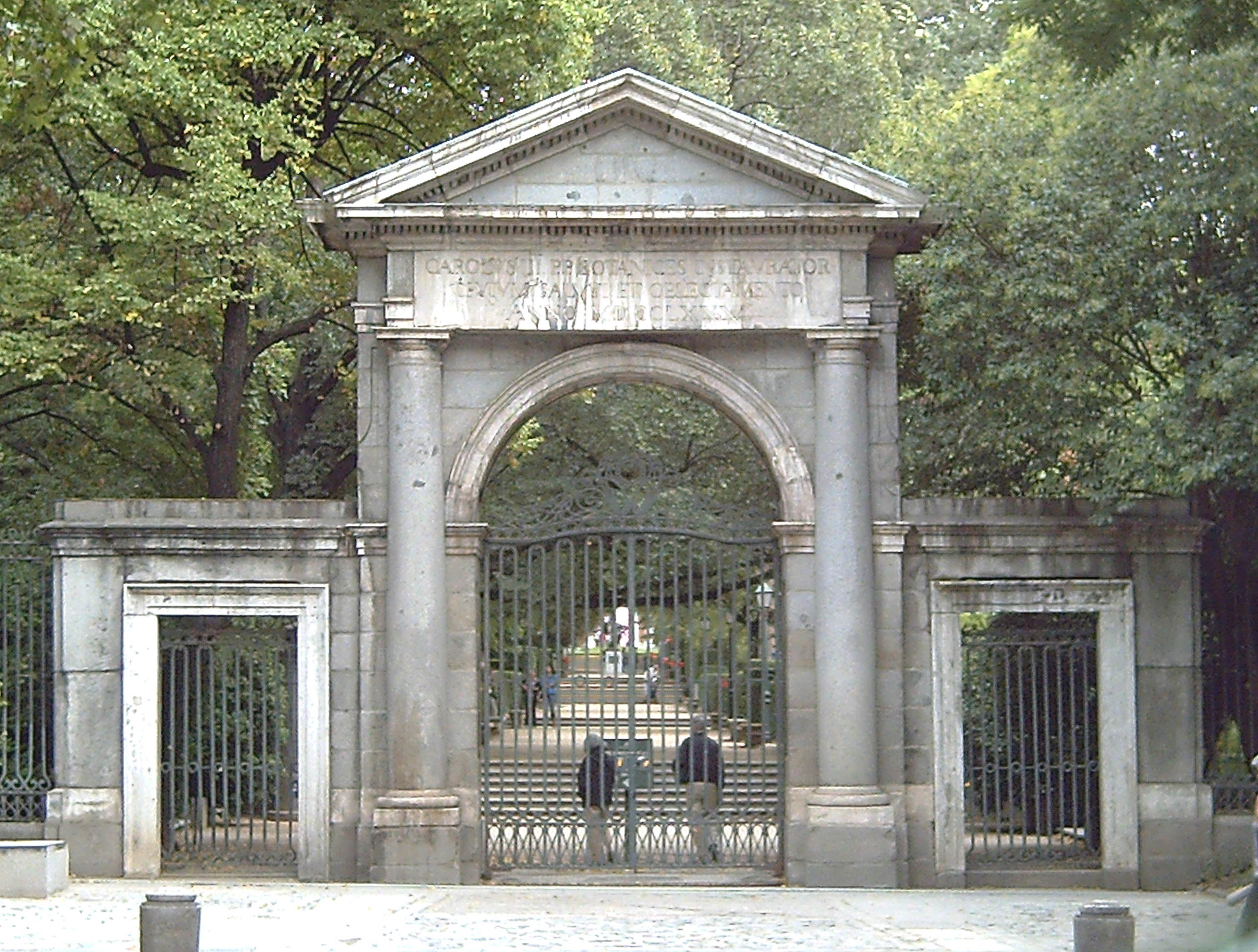
Porta d'ingresso al Real Jardín Botánico (Madrid, 1781)
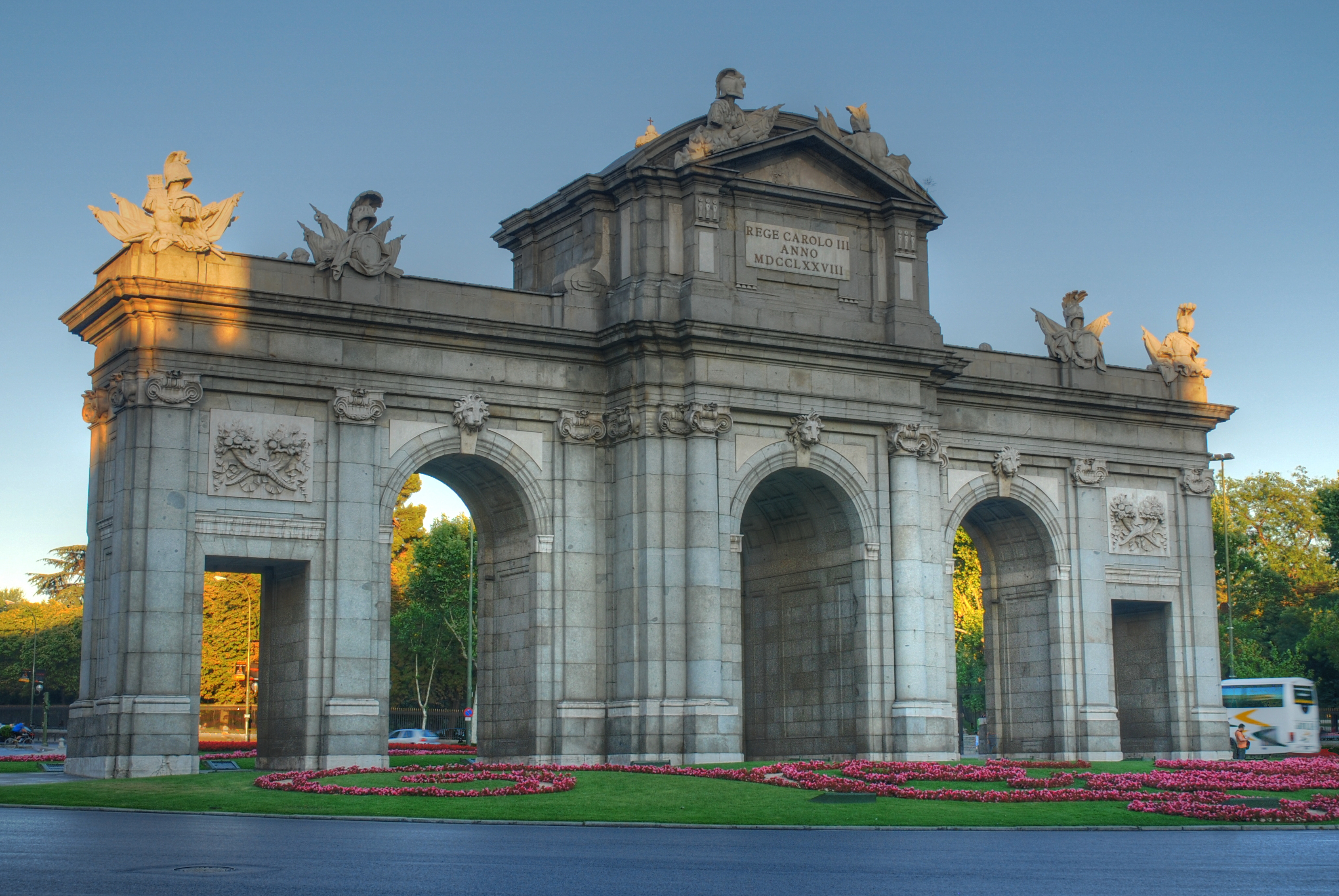
Puerta de Alcalá (Madrid, 1778)
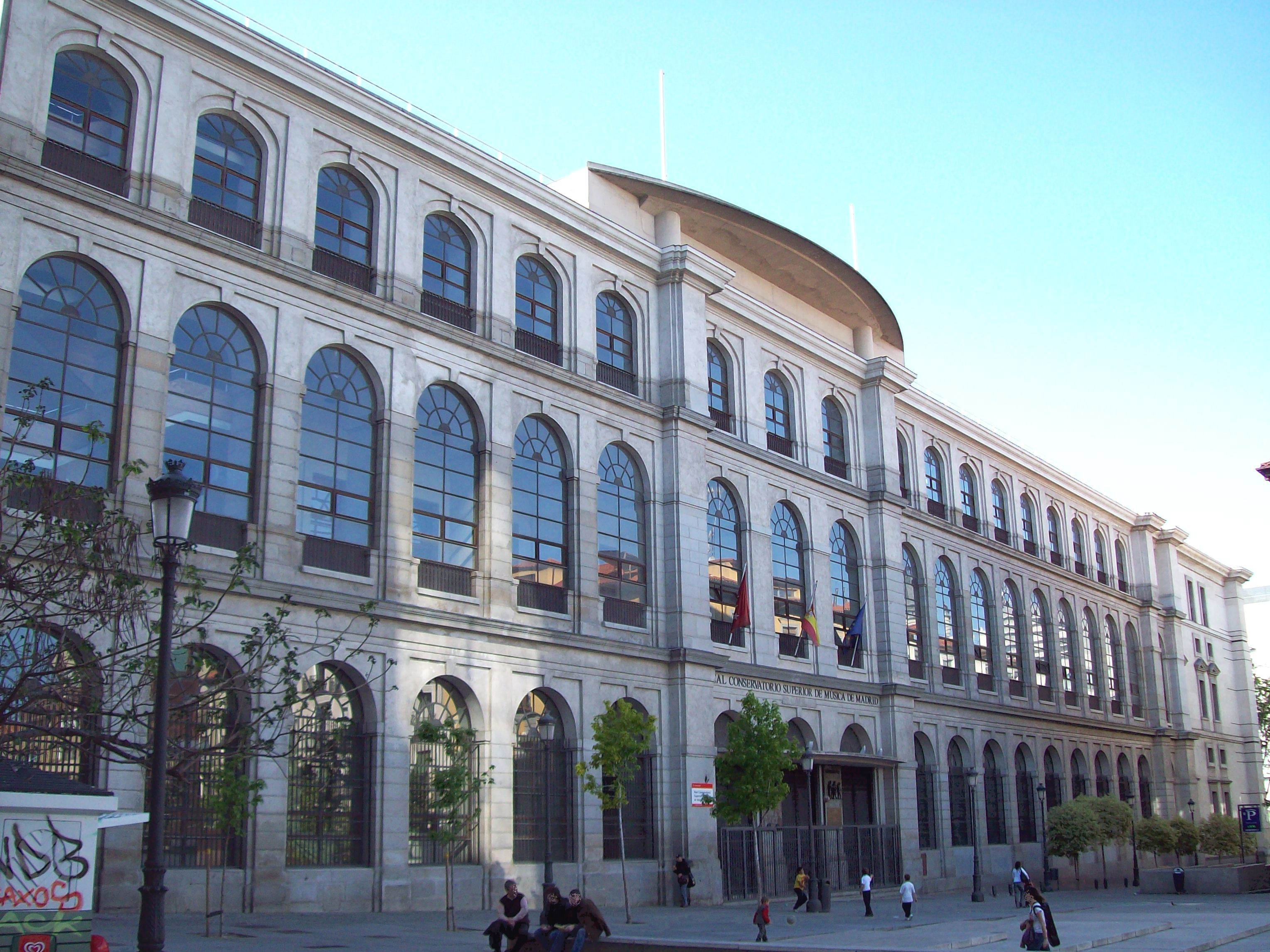
Ospedale di San Carlo (Madrid, 1788), oggi Conservatorio reale
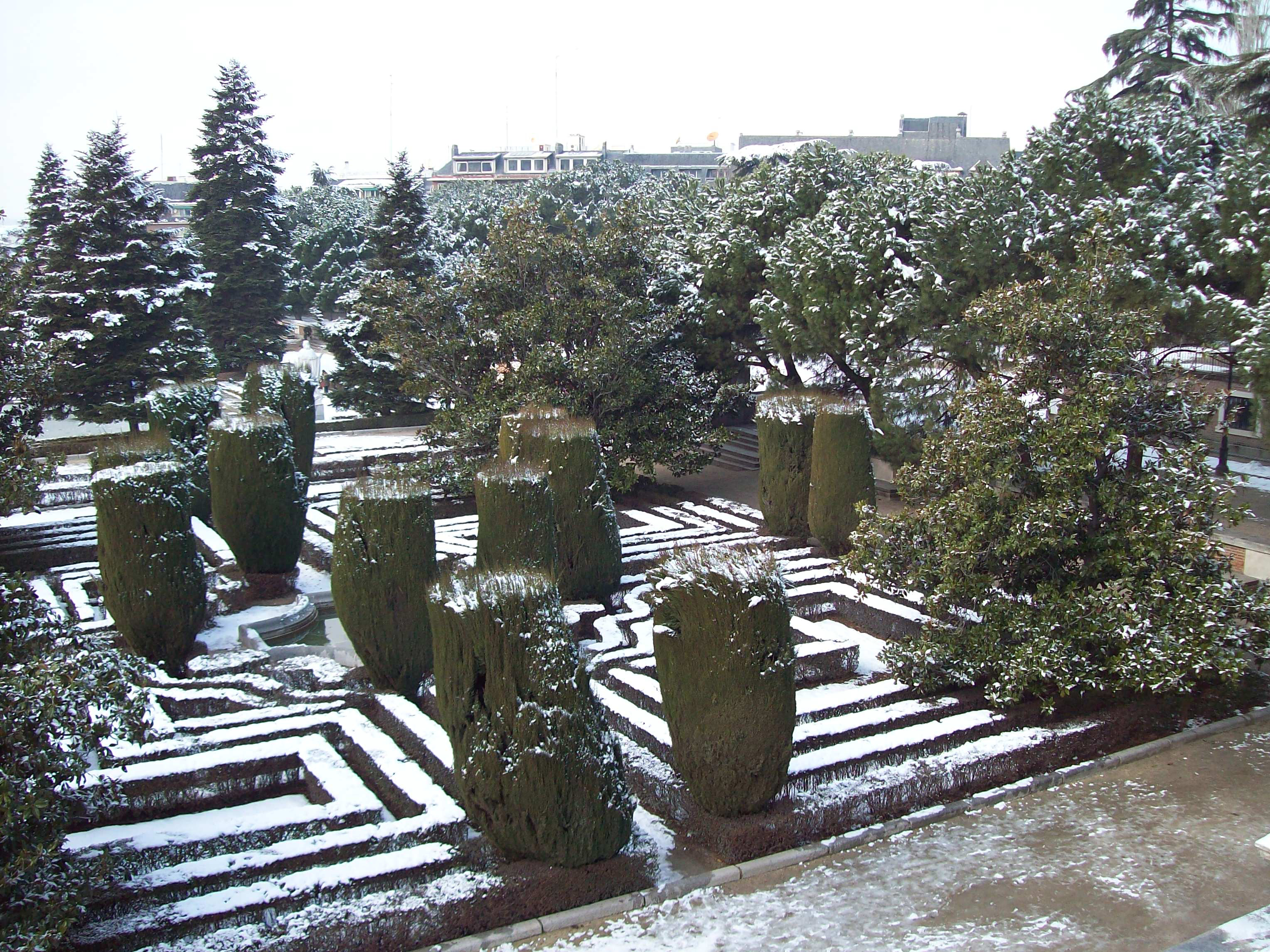
Palazzo reale facciata nord: i giardini di Francesco Sabatini
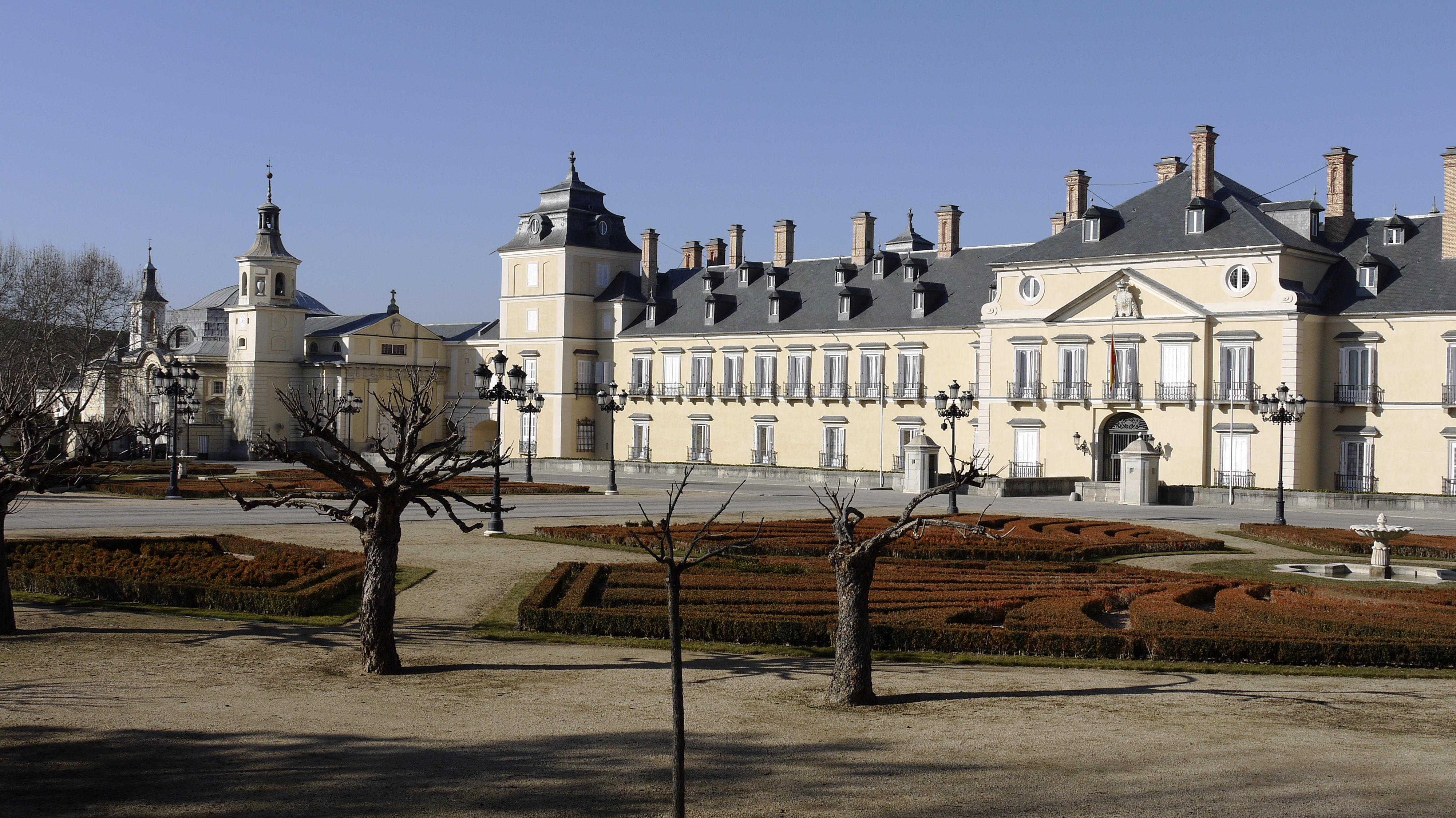
Palazzo reale di El Pardo di Madrid